# Charles Bediako
Charles A. Bediako Jr. (Brampton, Ontario; 10 de marzo de 2002) es un jugador de baloncesto canadiense de ascendencia ghanesa, que pertenece a la plantilla de los Grand Rapids Gold de la G League. Con 2,13 metros de estatura, juega en la posición de pívot.

## Trayectoria deportiva

### Universidad
Jugó dos temporadas con los Crimson Tide de la Universidad de Alabama, en las que promedió 6,6 puntos, 5,2 rebotes y 1,7 tapones por partido. En su primera temporada fue incluido en el mejor quinteto freshman de la Southeastern Conference, mientras que en la segunda lo fue en el mejor quinteto defensivo de la conferencia.
El 24 de mayo de 2023 se declaró elegible para el Draft de la NBA, renunciando así al resto de su carrera universitaria.

#### Estadísticas
| Año     | Equipo  | PJ | PT | MPP  | %TC  | %3P  | %TL  | RPP | APP | ROB | TPP | PPP |
| ------- | ------- | -- | -- | ---- | ---- | ---- | ---- | --- | --- | --- | --- | --- |
| 2021–22 | Alabama | 33 | 30 | 17.8 | .692 | .000 | .612 | 4.3 | .7  | .6  | 1.5 | 6.7 |
| 2022–23 | Alabama | 37 | 37 | 20.7 | .659 | .000 | .355 | 6.0 | .6  | .6  | 1.8 | 6.4 |
| Total   | Total   | 70 | 67 | 19.3 | .673 | .000 | .488 | 5.2 | .7  | .6  | 1.7 | 6.6 |

### Profesional
Tras no ser elegido en el Draft de la NBA de 2023, se unió a los San Antonio Spurs para la NBA Summer League, y el 2 de octubre firmó con ellos. El 23 de octubre su contrato ser convirtió en dual. El 29 de diciembre fue despedido. No jugó para San Antonio, pero jugó 11 partidos con los Austin Spurs, promediando 7,7 puntos y 6,9 rebotes en 19,0 minutos.
El 7 de marzo de 2024 se reincorporó a los Austin Spurs.
En julio de 2024 se unió a los Orlando Magic para la Liga de Verano de la NBA, y el 8 de octubre firmó con los Denver Nuggets. Sin embargo, fue despedido el 16 de octubre, y doce días después se unió a su filial en la G League, los Grand Rapids Gold.